# Лейк-Сіті (Флорида)
Лейк-Сіті (англ. Lake City) — місто (англ. city) в США, в окрузі Колумбія штату Флорида. Населення — 12 329 осіб (2020).

## Географія
Лейк-Сіті розташований за координатами 30°11′20″ пн. ш. 82°38′50″ зх. д. / 30.18889° пн. ш. 82.64722° зх. д. (30.188762, -82.647103).  За даними Бюро перепису населення США в 2010 році місто мало площу 32,15 км², з яких 31,12 км² — суходіл та 1,03 км² — водойми.

### Клімат
| Клімат : Лейк-Сіті                    | Клімат : Лейк-Сіті | Клімат : Лейк-Сіті | Клімат : Лейк-Сіті | Клімат : Лейк-Сіті | Клімат : Лейк-Сіті | Клімат : Лейк-Сіті | Клімат : Лейк-Сіті | Клімат : Лейк-Сіті | Клімат : Лейк-Сіті | Клімат : Лейк-Сіті | Клімат : Лейк-Сіті | Клімат : Лейк-Сіті | Клімат : Лейк-Сіті |
| Показник                              | Січ.               | Лют.               | Бер.               | Квіт.              | Трав.              | Черв.              | Лип.               | Серп.              | Вер.               | Жовт.              | Лист.              | Груд.              | Рік                |
| Абсолютний максимум, °C               | 32,2               | 31,7               | 34,4               | 35,6               | 38,3               | 41,1               | 38,9               | 40,0               | 38,3               | 35,6               | 32,8               | 32,8               | 41,1               |
| Середній максимум, °C                 | 18,2               | 20,2               | 23,5               | 26,4               | 30,3               | 32,3               | 33,0               | 32,7               | 30,8               | 27,2               | 23,2               | 19,3               | 26,4               |
| Середній мінімум, °C                  | 5,5                | 7,2                | 9,9                | 12,9               | 17,0               | 20,8               | 22,0               | 22,0               | 20,1               | 15,4               | 10,8               | 6,9                | 14,2               |
| Абсолютний мінімум, °C                | −13,9              | −14,4              | −7,2               | 0,6                | 5,0                | 9,4                | 13,9               | 15,0               | 6,7                | 0,0                | −7,8               | −12,8              | −14,4              |
| Норма опадів, мм                      | 108                | 91                 | 122                | 74                 | 76                 | 180                | 177                | 179                | 133                | 72                 | 57                 | 71                 | 1340               |
| Днів з опадами                        | 11,2               | 8,7                | 9,2                | 6,7                | 7,3                | 14,1               | 15,5               | 15,5               | 10,6               | 7,8                | 7,6                | 9,6                | 123,8              |
| ------------------------------------- | ------------------ | ------------------ | ------------------ | ------------------ | ------------------ | ------------------ | ------------------ | ------------------ | ------------------ | ------------------ | ------------------ | ------------------ | ------------------ |
| Джерело: NOAA (extremes 1892–present) |                    |                    |                    |                    |                    |                    |                    |                    |                    |                    |                    |                    |                    |

## Демографія
Згідно з переписом 2010 року, у місті мешкало 12 046 осіб у 4666 домогосподарствах у складі 2795 родин. Густота населення становила 375 осіб/км².  Було 5539 помешкань (172/км²).
Расовий склад населення:
| - 56,6 % — білих - 37,3 % — чорних або афроамериканців - 1,6 % — азіатів - 0,4 % — корінних американців - 1,4 % — осіб інших рас |

До двох чи більше рас належало 2,7 %. Частка іспаномовних становила 5,4 % від усіх жителів.
За віковим діапазоном населення розподілялося таким чином: 25,2 % — особи молодші 18 років, 57,6 % — особи у віці 18—64 років, 17,2 % — особи у віці 65 років та старші. Медіана віку мешканця становила 36,7 року. На 100 осіб жіночої статі у місті припадало 90,9 чоловіків;  на 100 жінок у віці від 18 років та старших — 86,6 чоловіків також старших 18 років.
Середній дохід на одне домашнє господарство  становив 49 967 доларів США (медіана — 33 866), а середній дохід на одну сім'ю — 56 951 долар (медіана — 39 759). Медіана доходів становила 42 440 доларів для чоловіків та 29 539 доларів для жінок. За межею бідності перебувало 27,4 % осіб, у тому числі 40,1 % дітей у віці до 18 років та 10,4 % осіб у віці 65 років та старших.
Цивільне працевлаштоване населення становило 4532 особи. Основні галузі зайнятості: освіта, охорона здоров'я та соціальна допомога — 32,0 %, роздрібна торгівля — 15,0 %, мистецтво, розваги та відпочинок — 11,6 %.